# Необыкновенное приключение некоего Ганса Пфааля
«Необыкнове́нное приключе́ние не́коего Га́нса Пфаа́ля» (англ. The Unparalleled Adventure of One Hans Pfaall) — рассказ американского писателя Эдгара Аллана По 1835 года. 

## Сюжет
Однажды (точная дата автором не указывается) на Биржевую площадь Роттердама спустился с неба огромный воздушный шар неправильной формы с большой шляпой вместо гондолы. В ней находится существо ростом около двух футов (60,96 см) и неправильного сложения. Существо передаёт запечатанный пакет роттердамскому бургомистру Супербусу ван Ундердуку, после чего начинает набирать высоту и вскоре исчезает в небе.
Запечатанным пакетом оказывается письмо Ганса Пфааля, занимавшегося починкой мехов для раздувания огня в Роттердаме. В нём Ганс Пфааль рассказывает о своей трудной жизни в последние годы, о своих долгах и надоедливых кредиторах и о своей одержимости идеей построения гигантского воздушного шара. Далее он рассказывает о строительстве этого гигантского воздушного шара и говорит о том, что ему известен способ получения никому более, кроме одного таинственного гражданина Нанта, неизвестного газа. По словам Пфааля, этот элемент долгое время считался составной частью азота; его плотность в 37,4 раза меньше плотности водорода. Перед стартом (свои приготовления Пфааль вёл в обстановке секретности) Пфааль заманил кредиторов в сарай и в момент старта поджёг фитиль, который вёл к бочке с порохом.
Далее Пфааль подробно описывает свой подъём вверх и изменение своего состояния с падением атмосферного давления. Когда атмосферное давление становится слишком низким, Пфааль перебирается в герметичную гондолу и включает «аппарат господина Гримма для сгущения атмосферного воздуха». В определённый момент воздушный шар Пфааля переворачивается сверху вниз и начинает приближаться к Луне. На 19-й день путешествия воздушный шар Пфааля достиг Луны.
Своё письмо Пфааль завершает предложением к бургомистру и президенту астрономического общества Роттердама поделиться многочисленными сведениями о жизни Луны и её обитателей в обмен на прощение за убийство трёх кредиторов.